# Фюрербау
«Фю́рербау» (нем. Führerbau — Дом фюрера) — здание в Мюнхене, ныне имеющее адрес Арцисштрассе 12; возведено в 1933—1937 годах по проекту архитектора Пауля Людвига Трооста. Первые архитектурные проекты здания датированы 1931 годом. Строительные работы завершились через три года после смерти архитектора.
Вместе с Административным зданием НСДАП (а также взорванными после окончания Второй Мировой Войны Храмами чести) здание завершает восточную часть архитектурной композиции площади Кёнигсплац.
Во времена национал-социализма Фюрербау было официальной резиденцией Адольфа Гитлера. В 1938 году в здании состоялось подписание Мюнхенского соглашения.
В 1945 году в Фюрербау и Административном здании НСДАП разместился главный в Южной Германии пункт сбора (Central Collecting Point) вывезенного национал-социалистическими организациями из Европы «трофейного искусства» — перемещённых культурных ценностей. Здесь осуществлялась их передача законным владельцам.
В настоящее время в бывшем Фюрербау располагается Мюнхенская высшая школа музыки и театра.